# كازوتوشي موري
كازوتوشي موري (باليابانية: 森 和俊) ـ (ولد في كوراشيكي بمحافظة أوكاياما سنة 1958) هو عالم بيولوجيا جزيئية ياباني، يعمل أستاذًا للفيزياء الحيوية بمدرسة الدراسات العليا للعلوم في جامعة كيوتو.
تخرج موري في كلية العلوم الدوائية بجامعة كيوتو سنة 1981، قبل أن يعود إليها عضوًا بهيئة تدريسها سنة 1999. اشتهر بأبحاثه في استجابة البروتين غير المطوي

## الجوائز
- جائزة أساهي (2013)[5]
- تقاسم مع بيتر والتر عدة جوائز، من بينها:
  - جائزة ويلي للعلوم الطبية الحيوية (بالإنجليزية: Wiley Prize in Biomedical Sciences)‏ سنة 2005.[6]
  - جائزة مؤسسة غيردنر الدولية (2009)[7]
  - جائزة شو لعلوم الحياة والطب (2014)[8]
  - جائزة ألبرت لاسكر للأبحاث الطبية الأساسية (2014)[9]